# 1520 год в литературе

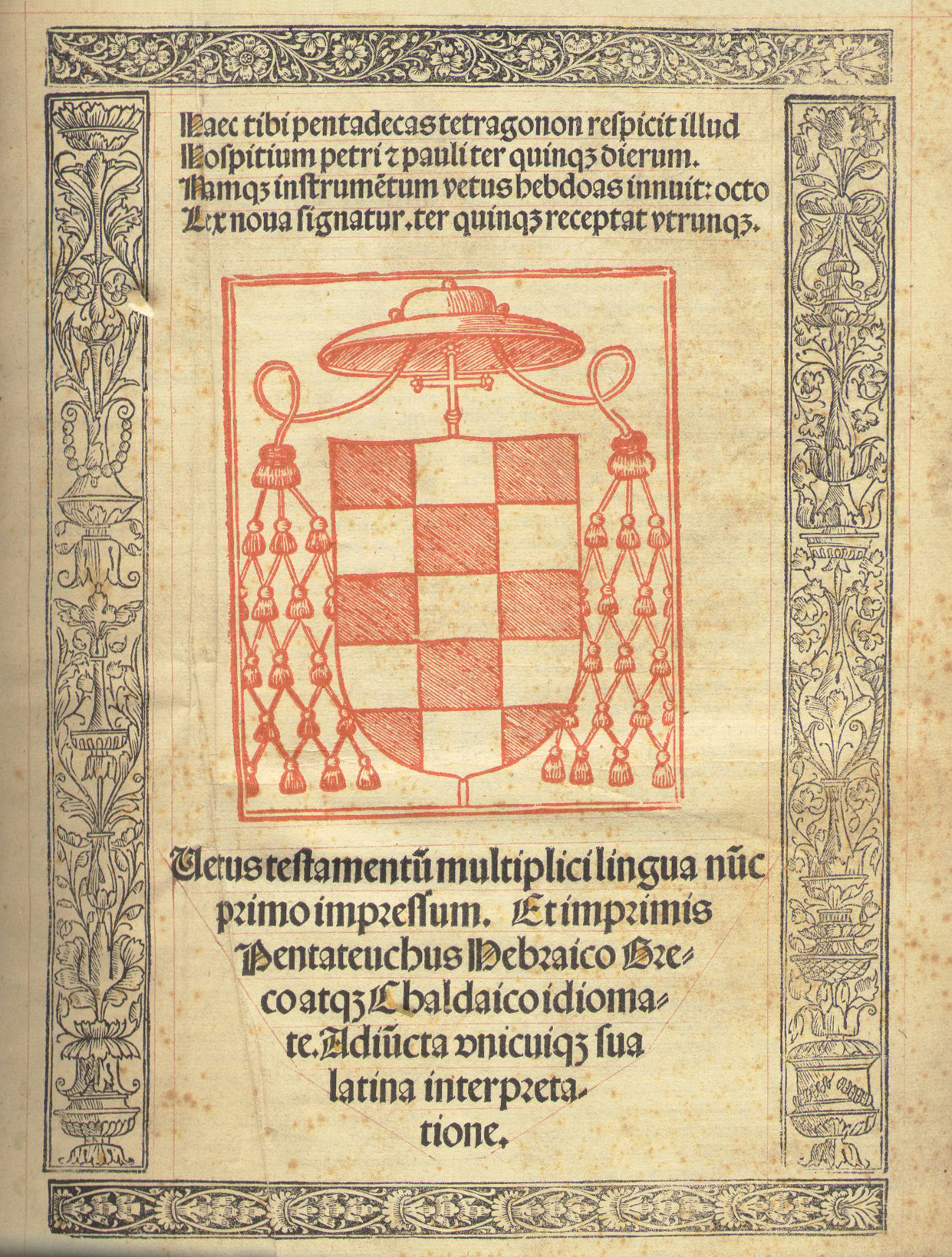
Титульный лист первого тома Комплютенской Полиглотты

## События
- 22 марта — получено разрешение папы Льва Х на печатание первого издания Комплютенской Полиглотты.
- Напечатана на немецком языке сатирическая поэма Ульриха фон Гуттена «Clag und Vormanung gegen den übermäßigen unchristlichen Gewalt des Bapsts zu Rom».
- Буллу проклятия Лютеру составил Пиетро из дома Аккольти
- Никколо Макиавелли приступил к написанию исторического труда «История Флоренции» (опубликован посмертно в 1532).

## Книги и произведения
- ноябрь — «О свободе христианина» сочинение Лютера.
- «К христианскому дворянству немецкой нации» — сочинение Лютера, в котором он обосновывает идеи всеобщего священства и двух царств. Обращено к немецкому дворянству как к надежде на исправление христианства.
- «О вавилонском пленении церкви» — сочинение Лютера.
- «Andria» — первая пьеса Никколо Макиавелли .
- «Discorso sopra il riformare lo stato di Firenze» — рассуждения Никколо Макиавелли .
- «Sommario delle cose della citta di Lucca» — сочинение Никколо Макиавелли.
- «О военном искусстве» — сочинение Никколо Макиавелли.
- «Johan Johan The Husband» — комедийный фарс Джона Хейвуда.

## Родились
- 3 марта — Маттиас Флациус из Иллирии, автор богословских трудов (умер в 1575).
- май — Христофор Плантен, ведущий в Европе нидерландский издатель и типограф, издавал книги на латинском языке (умер в 1589).
- Эрнандо де Акунья, испанский поэт (умер в 1580).
- Джованни Бона де Болирис, поэт и писатель периода Венецианской Албании (умер в 1572).
- Мадлен Дэ-Рош, французская писательница и поэтесса (умерла в 1587).
- Натале Конти, итальянский поэт и историк (умер в 1582).
- Хорхе де Монтемор, португальский поэт и прозаик, писавший на испанском языке (умер в 1561).
- Роберт Обриций, новолатинский поэт (умер в 1584).
- Сикст Сиенский, итальянский богослов и писатель (умер в 1569).
- Касиодоро де Рейна, испанский монах, автор перевода Библии на кастельяно (умер в 1594).
- Августин Ротундус, публицист Великого княжества Литовского, автор латиноязычных сочинений «Литовская хроника или история» (лат. Cronica sive Historia Lituaniae) и «Краткая история литовских князей» (лат. Epitome Principum Lituaniae) (умер в 1582).
- Базилиус Фабер, немецкий писатель и переводчик (умер в 1576).
- Диего Фернандес де Паленсия, испанский искатель приключений, путешественник по Южной Америке, автор «Истории Перу» и других книг о завоевании Новой Испании и Перу, цивилизации Инков (умер в 1581).
- Иван Фёдоров, первый русский книгопечатник (умер в 1583).
- Леонгард Фронспергер, видный немецкий военный писатель (умер в 1575).
- Ханс Штаден, немецкий ландскнехт и моряк, автор международного бестселлера «Достоверная история и описание страны диких, голых, суровых людей-людоедов Нового Света Америки» (умер в 1579).

## Скончались
- 15 сентября — Илия Цриевич, хорватский поэт и прозаик (родился в 1463).
- 21 сентября — Викторин Корнел из Вшегрд, чешский писатель-гуманист (родился в 1460).
- 15 ноября — Идрис Бидлиси, османский историк, автор панегириков Османской династии «Восемь парадизов» или «Восемь кругов рая» (родился в 1455).
- Ян Вислицкий, поэт Великого княжества Литовского и Польши эпохи Возрождения, представитель новолатинской школы поэзии (родился в 1485).
- Уильям Данбар, крупнейший шотландский поэт XVI века (родился в 1460).
- Жан Депотер, фламандский гуманист, грамматик латинского языка, автор учебных пособий, в том числе, «Commentarii grammatici» (родился в 1460).
- Бернардо Довици Биббиена, итальянский кардинал и драматург (родился в 1470).
- Закария аль-Ансари, исламский богослов, автор более сорока книг по различным областям религиозных наук, книг по толкованию Корана, хадисоведению, праву, суфизму, грамматике, логике и т. д. (родился в 1420).
- Бартоломе де Торрес Наарро, драматург, основатель национального испанского театра (родился в 1485).
- Хабиби, азербайджанский поэт.